# Stoffel Vandoorne
Stoffel Vandoorne (Kortrijk, 26 maart 1992) is een Belgische professionele coureur voor DS Penske in de Formule E en reserve- en testrijder bij Aston Martin F1. Hij was Formule 1 coureur voor McLaren van 2016 tot 2018.
Vandoorne won in 2010 de F4 Eurocup 1.6 en in 2012 de Eurocup Formule Renault 2.0. Verder werd hij in 2015 kampioen in de GP2 Series met ART Grand Prix en in 2022 wereldkampioen in de Formule E met Mercedes-Benz EQ.

## Loopbaan
Vandoorne begon zijn carrière met karting en won in 2008 het Belgisch kampioenschap KF2. In 2009 werd hij vice-kampioen in de CIK-FIA World Cup en maakte vervolgens de overstap naar de autosport. In 2010 nam hij deel aan de F4 Eurocup 1.6, waarin hij direct kampioen werd. Het jaar daarop maakte hij de overstap naar de Eurocup Formule Renault 2.0, waarin hij in 2012 kampioen werd. Op 13 februari 2013 werd bekendgemaakt dat Vandoorne zou rijden in de Formule Renault 3.5 Series bij het team Fortec Motorsports.
Op 19 februari 2013 werd bekendgemaakt dat Vandoorne werd opgenomen in het McLaren Young Driver Programme, het opleidingsprogramma van het Formule 1-team McLaren, waar Kevin Magnussen en Nyck de Vries op dat moment al reden.
Op 6 april 2013 reed Vandoorne zijn eerste wedstrijd in de Formule Renault 3.5 Series, waar hij al onmiddellijk op de polepositie startte en als eerste eindigde. Hij eindigde het seizoen als vice-kampioen achter Magnussen. Aansluitend reed hij in de GP2-tests na de Formule 1-race in Abu Dhabi op het Yas Marina Circuit. Hij reed op de derde dag voor het team DAMS de snelste tijd in zowel de ochtend- als de middagsessie.
In 2014 was Vandoorne aan de slag als reserverijder bij McLaren, naast ook een volledig seizoen in de GP2 Series bij ART Grand Prix. In de GP2 behaalde hij in zijn eerste race op het Bahrain International Circuit op 5 april meteen zijn eerste overwinning, maar hij moest tot 27 juli wachten tot hij op de Hungaroring opnieuw kon winnen. Verdere overwinningen volgden op het Autodromo Nazionale Monza en het Yas Marina Circuit, waarmee hij achter Jolyon Palmer als vice-kampioen eindigde.
In 2015 betwist hij op vraag van McLaren nogmaals het GP2 kampioenschap. Net als in 2014 rijdt hij voor ART Grand Prix. Hij zet het kampioenschap op een indrukwekkende manier in: tijdens de eerste vier weekends start hij driemaal vanop de pole. Hij wint de eerste vier zaterdagraces en eindigt in drie van de vier sprintraces op de tweede plaats. Met een derde en een vierde plaats in Sotsji kroont hij zich, twee weekends voor het einde van het seizoen, reeds tot GP2 kampioen 2015. Als kers op de taart wint hij ook de laatste twee zaterdagraces en beëindigt het kampioenschap na zeven overwinningen (een absoluut record) met 160 punten voorsprong op de Amerikaan Alexander Rossi. Enkele andere statistieken: hij startte viermaal vanop de pole, reed viermaal de snelste ronde en haalde slechts vijfmaal het podium niet.

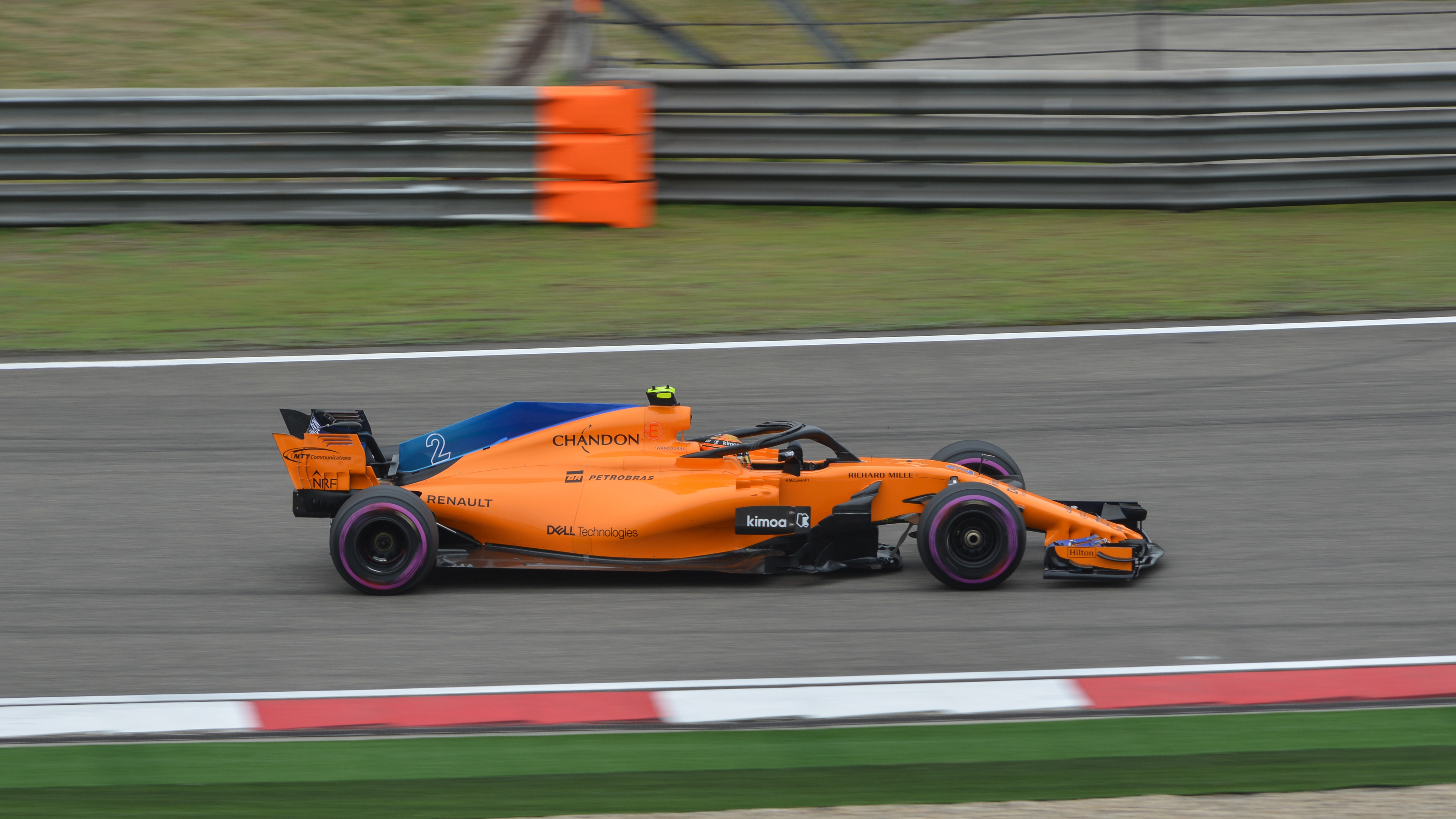
Vandoorne rijdend voor McLaren tijdens de Grand Prix van China 2018

In 2016 werd Vandoorne opnieuw de officiële testrijder bij McLaren na het vertrek van Kevin Magnussen. Om zich voor te bereiden op een Formule 1-debuut in 2017 nam hij dat jaar deel aan de Japanse Super Formula. Na een zware crash van McLaren-racecoureur Fernando Alonso in de eerste Grand Prix van het jaar in Australië, raakte deze niet tijdig hersteld voor de tweede race in Bahrein, waardoor Stoffel Vandoorne hem mocht vervangen. Hij maakte zijn debuut in de Formule 1 tijdens de tweede race van het seizoen op het Bahrein International Circuit . Hij eindigde 10e bij zijn F1 debuut, na vanop de 12e plaats gestart te zijn. Dit leverde tevens het eerste punt van het seizoen op voor de renstal.
In het weekend van de Grand Prix van Italië 2016 werd bekend dat Vandoorne een contract had getekend als rijder voor McLaren in 2017 als vervanger van Jenson Button. Button blijft wel aan als reserve- en ontwikkelingsrijder voor het team. Op 23 augustus 2017 werd bekendgemaakt dat Vandoorne ook in 2018 voor McLaren blijft rijden. Na tegenvallende resultaten in het seizoen 2018, mede te wijten aan de magere kwaliteiten van de wagen, raakte op 3 september bekend dat Vandoorne in 2019 zijn zitje zou verliezen aan McLaren-opleidingscoureur Lando Norris.
Na het verliezen van zijn Formule 1-stoeltje maakt Vandoorne in het seizoen 2018-2019 zijn debuut in de Formule E bij het team HWA Racelab. Hij wordt hier de teamgenoot van regerend DTM-kampioen Gary Paffett.
In het seizoen 2019-2020 maakt Vandoorne deel uit van het nieuwe Formule E-team van Mercedes, samen met debutant Nyck de Vries. Vandoorne was ook de simulatorcoureur voor het Mercedes-AMG Petronas F1 team in 2019 en werd een van de reservecoureurs van het team in 2020.
In het seizoen 2021-2022 toonde Vandoorne regelmaat en efficiëntie in zijn resultaten. Hij won enkel één e-Prix maar stond wel acht keer op het podium. Op 14 augustus 2022 in Seoul graaide de Formule E rijder een vierde keer de tweede plaats weg, goed genoeg om het wereldkampioenschap te winnen.
In het seizoen 2022-2023 rijdt Vandoorne bij het Formule E team DS Penske. Hij is in 2023 reserve- en testrijder voor Aston Martin F1.

## Resultaten

### Carrière overzicht
| Seizoen | Kampioenschap               | Team                            | Races                      | Wins                       | Poles                      | Snelste ronde              | Podium                     | Punten                     | Positie                    |
| ------- | --------------------------- | ------------------------------- | -------------------------- | -------------------------- | -------------------------- | -------------------------- | -------------------------- | -------------------------- | -------------------------- |
| 2010    | F4 Eurocup 1.6              | Autosport Academy               | 14                         | 6                          | 5                          | 4                          | 9                          | 151                        | 1e                         |
| 2011    | Eurocup Formule Renault 2.0 | KTR                             | 14                         | 0                          | 0                          | 0                          | 1                          | 93                         | 5e                         |
| 2011    | Formule Renault 2.0 NEC     | KTR                             | 14                         | 0                          | 3                          | 0                          | 8                          | 328                        | 3e                         |
| 2012    | Eurocup Formule Renault 2.0 | Josef Kaufmann Racing           | 14                         | 4                          | 6                          | 3                          | 11                         | 244                        | 1e                         |
| 2012    | Formule Renault 2.0 NEC     | Josef Kaufmann Racing           | 7                          | 5                          | 4                          | 5                          | 6                          | 176                        | 9e                         |
| 2013    | Formule Renault 3.5 Series  | Fortec Motorsports              | 17                         | 4                          | 3                          | 2                          | 10                         | 214                        | 2e                         |
| 2014    | GP2                         | ART Grand Prix                  | 22                         | 4                          | 4                          | 3                          | 10                         | 229                        | 2e                         |
| 2014    | Formule 1                   | McLaren Mercedes                | Testcoureur                | Testcoureur                | Testcoureur                | Testcoureur                | Testcoureur                | Testcoureur                | Testcoureur                |
| 2015    | GP2                         | ART Grand Prix                  | 21                         | 7                          | 4                          | 7                          | 16                         | 341.5                      | 1e                         |
| 2015    | Formule 1                   | McLaren Honda                   | Testcoureur                | Testcoureur                | Testcoureur                | Testcoureur                | Testcoureur                | Testcoureur                | Testcoureur                |
| 2016    | Super Formula               | Docomo Team Dandelion Racing    | 9                          | 2                          | 1                          | 0                          | 3                          | 27                         | 4e                         |
| 2016    | Formule 1                   | McLaren Honda                   | 1                          | 0                          | 0                          | 0                          | 0                          | 1                          | 20e                        |
| 2017    | Formule 1                   | McLaren Honda                   | 20                         | 0                          | 0                          | 0                          | 0                          | 13                         | 16e                        |
| 2018    | Formule 1                   | McLaren Renault                 | 21                         | 0                          | 0                          | 0                          | 0                          | 12                         | 16e                        |
| 2018-19 | Formule E                   | HWA Team                        | 13                         | 0                          | 1                          | 0                          | 1                          | 35                         | 16e                        |
| 2019    | Formule 1                   | Mercedes-AMG Petronas F1 Team   | Testcoureur                | Testcoureur                | Testcoureur                | Testcoureur                | Testcoureur                | Testcoureur                | Testcoureur                |
| 2019-20 | Formule E                   | Mercedes-Benz EQ Formula E Team | 11                         | 1                          | 1                          | 1                          | 3                          | 87                         | 2e                         |
| 2020    | Formule 1                   | Mercedes-AMG Petronas F1 Team   | Reservecoureur             | Reservecoureur             | Reservecoureur             | Reservecoureur             | Reservecoureur             | Reservecoureur             | Reservecoureur             |
| 2020-21 | Formule E                   | Mercedes-Benz EQ Formula E Team | 14                         | 1                          | 3                          | 2                          | 3                          | 82                         | 9e                         |
| 2021    | Formule 1                   | Mercedes-AMG Petronas F1 Team   | Testcoureur                | Testcoureur                | Testcoureur                | Testcoureur                | Testcoureur                | Testcoureur                | Testcoureur                |
| 2021-22 | Formule E                   | Mercedes-Benz EQ Formula E Team | 15                         | 1                          | 2                          | 0                          | 8                          | 213                        | 1e                         |
| 2022    | Formule 1                   | Mercedes-AMG Petronas F1 Team   | Testcoureur                | Testcoureur                | Testcoureur                | Testcoureur                | Testcoureur                | Testcoureur                | Testcoureur                |
| 2022    | Formule 1                   | McLaren F1 Team                 | Testcoureur                | Testcoureur                | Testcoureur                | Testcoureur                | Testcoureur                | Testcoureur                | Testcoureur                |
| 2022-23 | Formule E                   | Formule E team DS Penske        |                            |                            |                            |                            |                            |                            |                            |
| 2023    | Formule 1                   | Aston Martin F1                 | Testcoureur/Reservecoureur | Testcoureur/Reservecoureur | Testcoureur/Reservecoureur | Testcoureur/Reservecoureur | Testcoureur/Reservecoureur | Testcoureur/Reservecoureur | Testcoureur/Reservecoureur |

### Formule Renault 3.5 Series-resultaten
| Jaar | Team               | 1     | 2       | 3       | 4       | 5       | 6        | 7       | 8     | 9       | 10        | 11        | 12      | 13    | 14      | 15        | 16      | 17    | Pos | Punten |
| ---- | ------------------ | ----- | ------- | ------- | ------- | ------- | -------- | ------- | ----- | ------- | --------- | --------- | ------- | ----- | ------- | --------- | ------- | ----- | --- | ------ |
| 2013 | Fortec Motorsports | MNZ 1 | MNZ 2 3 | ALC 1 8 | ALC 2 3 | MON 1 9 | SPA 1 13 | SPA 2 1 | MSC 1 | MSC 2 1 | RBR 1 Ret | RBR 2 Ret | HUN 1 4 | HUN 2 | LEC 1 2 | LEC 2 Ret | CAT 1 3 | CAT 2 | 2e  | 214    |

### GP2-resultaten
| Jaar | Team           | 1         | 2          | 3          | 4          | 5          | 6          | 7         | 8          | 9         | 10        | 11        | 12        | 13        | 14        | 15        | 16        | 17        | 18         | 19        | 20        | 21        | 22           | Pos | Punten |
| ---- | -------------- | --------- | ---------- | ---------- | ---------- | ---------- | ---------- | --------- | ---------- | --------- | --------- | --------- | --------- | --------- | --------- | --------- | --------- | --------- | ---------- | --------- | --------- | --------- | ------------ | --- | ------ |
| 2014 | ART Grand Prix | BHR FEA 1 | BHR SPR 22 | ESP FEA 13 | ESP SPR 10 | MON FEA 14 | MON SPR 13 | AUT FEA 2 | AUT SPR 15 | GBR FEA 3 | GBR SPR 9 | GER FEA 2 | GER SPR 3 | HUN FEA 7 | HUN SPR 1 | BEL FEA 2 | BEL SPR 6 | ITA FEA 1 | ITA SPR 13 | RUS FEA 5 | RUS SPR 2 | ABU FEA 1 | ABU SPR 5    | 2e  | 229    |
| 2015 | ART Grand Prix | BHR FEA 1 | BHR SPR 2  | ESP FEA 1  | ESP SPR 2  | MON FEA 1  | MON SPR 8  | AUT FEA 1 | AUT SPR 2  | GBR FEA 3 | GBR SPR 9 | HUN FEA 5 | HUN SPR 2 | BEL FEA 1 | BEL SPR 4 | ITA FEA 2 | ITA SPR 3 | RUS FEA 3 | RUS SPR 4  | BHR FEA 1 | BHR SPR 2 | ABU FEA 1 | ABU SPR canc | 1e  | 341.5  |

### Super Formula resultaten
| Jaar | Team                          | 1     | 2      | 3       | 4     | 5       | 6       | 7     | 8        | 9       | Pos | Punten |
| ---- | ----------------------------- | ----- | ------ | ------- | ----- | ------- | ------- | ----- | -------- | ------- | --- | ------ |
| 2016 | Docomo Team Dandellion Racing | SUZ 3 | OKA 12 | FUJ DNF | MOT 6 | OKA 1 1 | OKA 2 7 | SUG 6 | SUZ 1 17 | SUZ 2 1 | 4e  | 27     |

## Formule 1-carrière

### Overzicht Formule 1-carrière
| Jaar/jaren | Team                          |
| ---------- | ----------------------------- |
| 2016-2018  | McLaren                       |
| 2019-2022  | Mercedes-AMG Petronas F1 Team |
| 2023       | Aston Martin F1               |

|                       | 2016 | 2017 | 2018 | Totaal |
| --------------------- | ---- | ---- | ---- | ------ |
| Aantal races          | 1    | 20   | 21   | 42     |
| Aantal zeges          | 0    | 0    | 0    | 0      |
| Aantal pole-positions | 0    | 0    | 0    | 0      |
| Aantal snelste ronden | 0    | 0    | 0    | 0      |
| Aantal podiumplaatsen | 0    | 0    | 0    | 0      |
| Aantal WK-punten      | 1    | 13   | 12   | 26     |
| Eindstand WK          | 20   | 16   | 16   |        |

### Formule 1-resultaten
| Seizoen | Inschrijving                 | Chassis        | Motor             | 1      | 2       | 3       | 4      | 5       | 6       | 7      | 8      | 9      | 10     | 11     | 12      | 13      | 14     | 15     | 16     | 17     | 18     | 19      | 20     | 21     | Pos | Punten |
| ------- | ---------------------------- | -------------- | ----------------- | ------ | ------- | ------- | ------ | ------- | ------- | ------ | ------ | ------ | ------ | ------ | ------- | ------- | ------ | ------ | ------ | ------ | ------ | ------- | ------ | ------ | --- | ------ |
| 2016    | McLaren Honda F1 Team        | McLaren MP4-31 | Honda RA616H V6   | AUS    | BHR 10  | CHN     | RUS    | SPA     | MON     | CAN    | EUR    | OOS    | GBR    | HON    | DUI     | BEL     | ITA    | SIN    | MAL    | JPN    | VST    | MEX     | BRA    | ABU    | 20  | 1      |
| 2017    | McLaren Honda Formula 1 Team | McLaren MCL32  | Honda RA617H V6   | AUS 13 | CHN DNF | BHR DNS | RUS 14 | SPA DNF | MON DNF | CAN 14 | AZE 12 | OOS 12 | GBR 11 | HON 10 | BEL 14  | ITA DNF | SIN 7  | MAL 7  | JPN 14 | VST 12 | MEX 12 | BRA DNF | ABU 12 |        | 16  | 13     |
| 2018    | McLaren F1 Team              | McLaren MCL33  | Renault R.E.18 V6 | AUS 9  | BHR 8   | CHN 13  | AZE 9  | SPA DNF | MON 14  | CAN 16 | FRA 12 | OOS 15 | GBR 11 | DUI 13 | HON DNF | BEL 15  | ITA 12 | SIN 12 | RUS 16 | JPN 15 | VST 11 | MEX 8   | BRA 15 | ABU 14 | 16  | 12     |

## Formule E-carrière

### Formule E-resultaten
| Seizoen | Inschrijving                    | Auto                                            | 1      | 2       | 3       | 4       | 5       | 6       | 7       | 8       | 9      | 10      | 11     | 12     | 13     | 14    | 15    | 16  | Pos    | Punten |
| ------- | ------------------------------- | ----------------------------------------------- | ------ | ------- | ------- | ------- | ------- | ------- | ------- | ------- | ------ | ------- | ------ | ------ | ------ | ----- | ----- | --- | ------ | ------ |
| 2018–19 | HWA Racelab                     | Spark-Venturi VFE05                             | ADR 17 | MAR DNF | SAN DNF | MEX 18  | HKG DNF | SYX DNF | ROM 3   | PAR DNF | MON 9  | BER 5   | BRN 10 | NYC 13 | NYC 8  |       |       |     | 16     | 35     |
| 2019–20 | Mercedes-Benz EQ Formula E Team | Spark SRT05e - Mercedes-Benz EQ Silver Arrow 01 | ADR 3  | ADR 3   | SAN 6   | MEX DNF | MAR 15  | BER 6   | BER 5   | BER DNF | BER 12 | BER 9   | BER 1  |        |        |       |       |     | Zilver | 87     |
| 2020–21 | Mercedes-Benz EQ Formula E Team | Spark SRT05e - Mercedes-Benz EQ Silver Arrow 02 | ADR 8  | ADR 13  | ROM DNF | ROM 1   | VAL 3   | VAL DNF | MON DNF | PUE 7   | PUE 13 | NYC DNF | NYC 12 | LON 7  | BER 12 | BER 3 |       |     | 9      | 82     |
| 2021–22 | Mercedes-Benz EQ Formula E Team | Spark SRT05e - Mercedes-Benz EQ Silver Arrow 02 | SAR 2  | SAR 7   | MEX 11  | ROM 3   | ROM 5   | MON 1   | BER 3   | BER 3   | INO 5  | NYC 4   | NYC 2  | LON 2  | LON 4  | SEO 5 | SEO 2 |     | Goud   | 213    |
| 2022–23 | DS Penske                       | Formula E Gen3 - DS Automobiles DS E-Tense FE23 | MEX 10 | ADR 11  | ADR 20  | HYD 8   | KAA 7   | SAO 6   | BER DNF | BER 8   | MON 9  | JAK 4   | JAK 9  | POR 12 | ROM 11 | ROM 8 | LON   | LON | 11*    | 46*    |